# Спас-Каменка
Спас-Каменка (Спасское) — деревня в Дмитровском муниципальном округе Московской области России, до 2018 года входившая в состав городского поселения Икша Дмитровского района. Население — 9 чел. (2010). 
В деревне действует Преображенская церковь, построенная в 1764—1777 годах на средства П. С. Салтыкова.

## Расположение
Деревня расположена в южной части района, недалеко от границы с Мытищинским, примерно в 19 км южнее Дмитрова, на правом берегу запруженной малой речки Базаровка, высота центра над уровнем моря 201 м. 
Ближайшие населённые пункты — Тефаново на противоположном берегу реки, Базарово и посёлок опытного хозяйства «Ермолино» — в 1 км на восток.

## История
В 1913 году в селе Спасском (также Каменка) Гульневской волости Дмитровского уезда Московской губернии в 5 верстах от станции Икша числилось 27 дворов. В селе было земское училище и работали бумаготесёмочные фабрики Логинова, Молочниковой и Сухова.
В 1923—1959 и 1963 годах Спас-Каменка была центром Спас-Каменского сельсовета. До 2006 года Спас-Каменка входила в состав Белорастовского сельского округа

## Население
| 2002 | 2006 | 2010 |
| ---- | ---- | ---- |
| 10   | ↗16  | ↘9   |